# Retrofokus
Retrofokusobjektiv er (normalt) et vidvinkelobjektiv med en ekstra linsegruppe på bagsiden af objektivet. Dette forhindrer spejlet i et spejlreflekskamera (SLR-kamera) ved at slår til den bageste del af linsen, når man tager et billede.
Normalobjektiv og vidvinkellinse er normalt retrofokusobjektiv til SLR-kameraer med bevægelige spejl.
Et andet navn for retrofokusobjektiv er omvendt teleobjektiv.
| Fotografi | Spire Denne artikel om fotografi er en spire som bør udbygges. Du er velkommen til at hjælpe Wikipedia ved at udvide den. |